# Celastrus paniculatus
Celastrus paniculatus ist eine Pflanzenart innerhalb der Familie Spindelbaumgewächse (Celastraceae). Carl Ludwig Willdenow nannte sie schon 1797 in der lateinischen Erstveröffentlichung den deutschen Trivialnamen Rispenblütiger Celastrus. Sie ist in Australasien weitverbreitet. Die Pflanzenteile werden vielseitig verwendet.

## Beschreibung

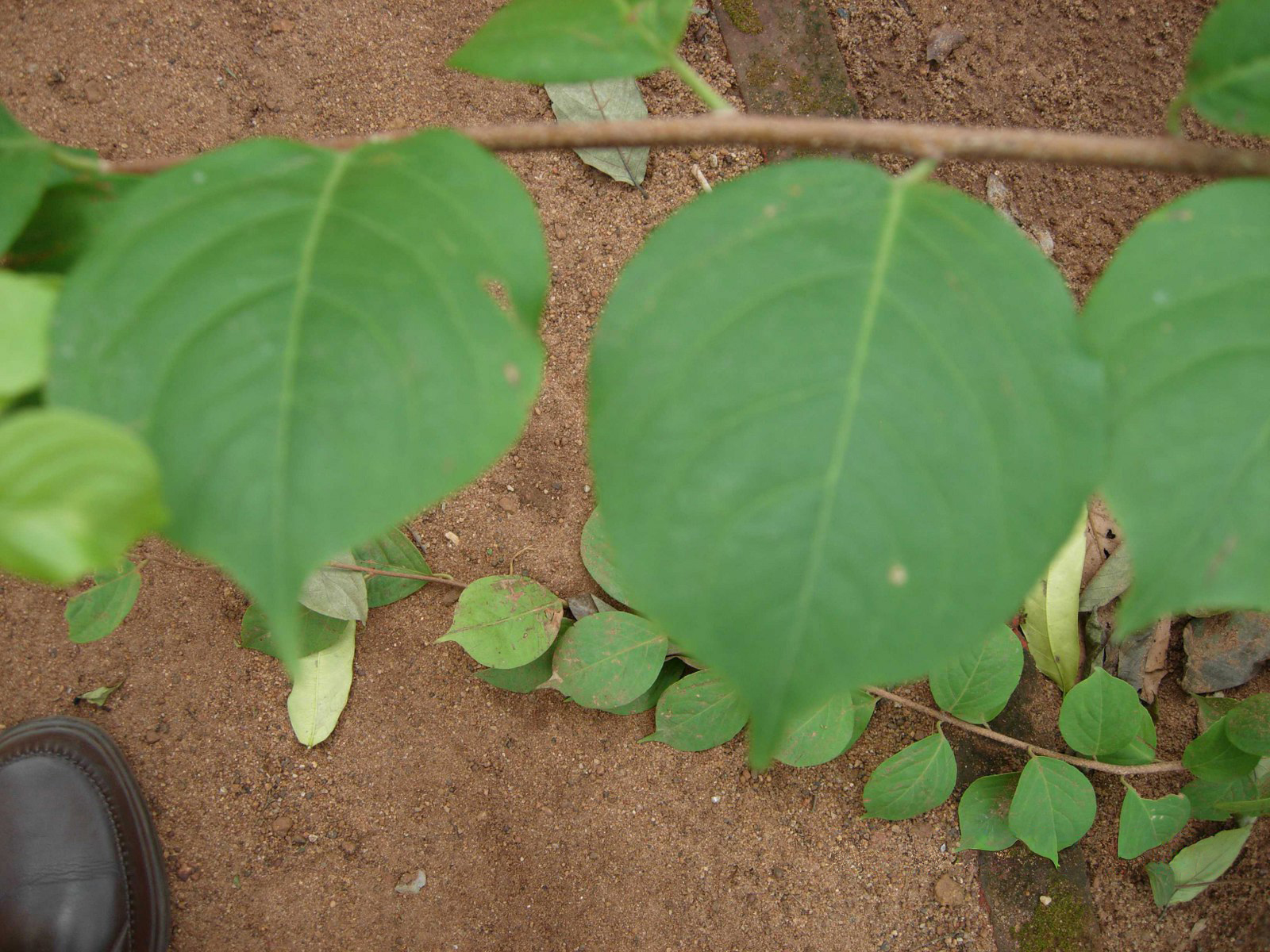
Zweig mit wechselständigen Laubblättern

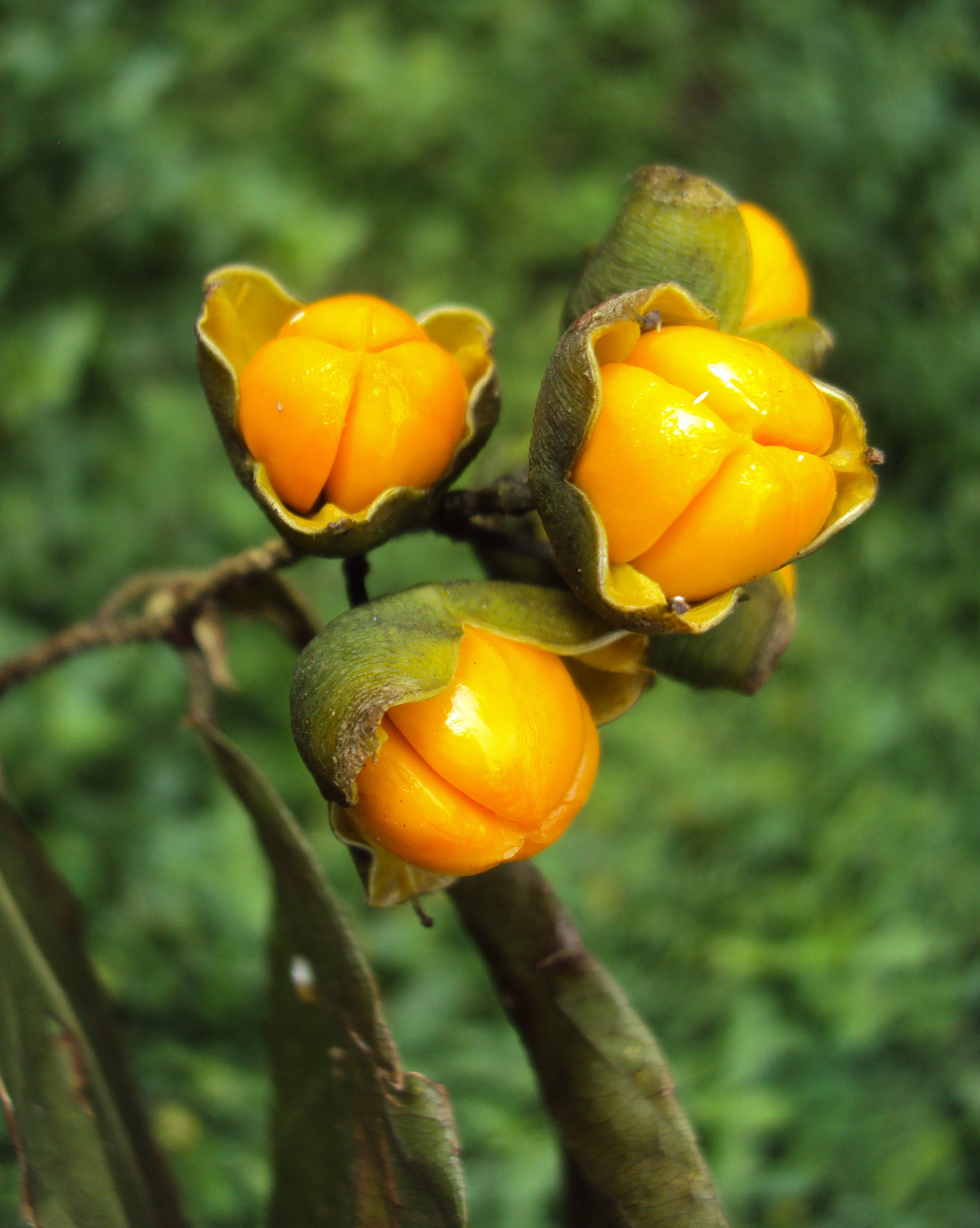
Reife C. paniculatus Kapselfrucht

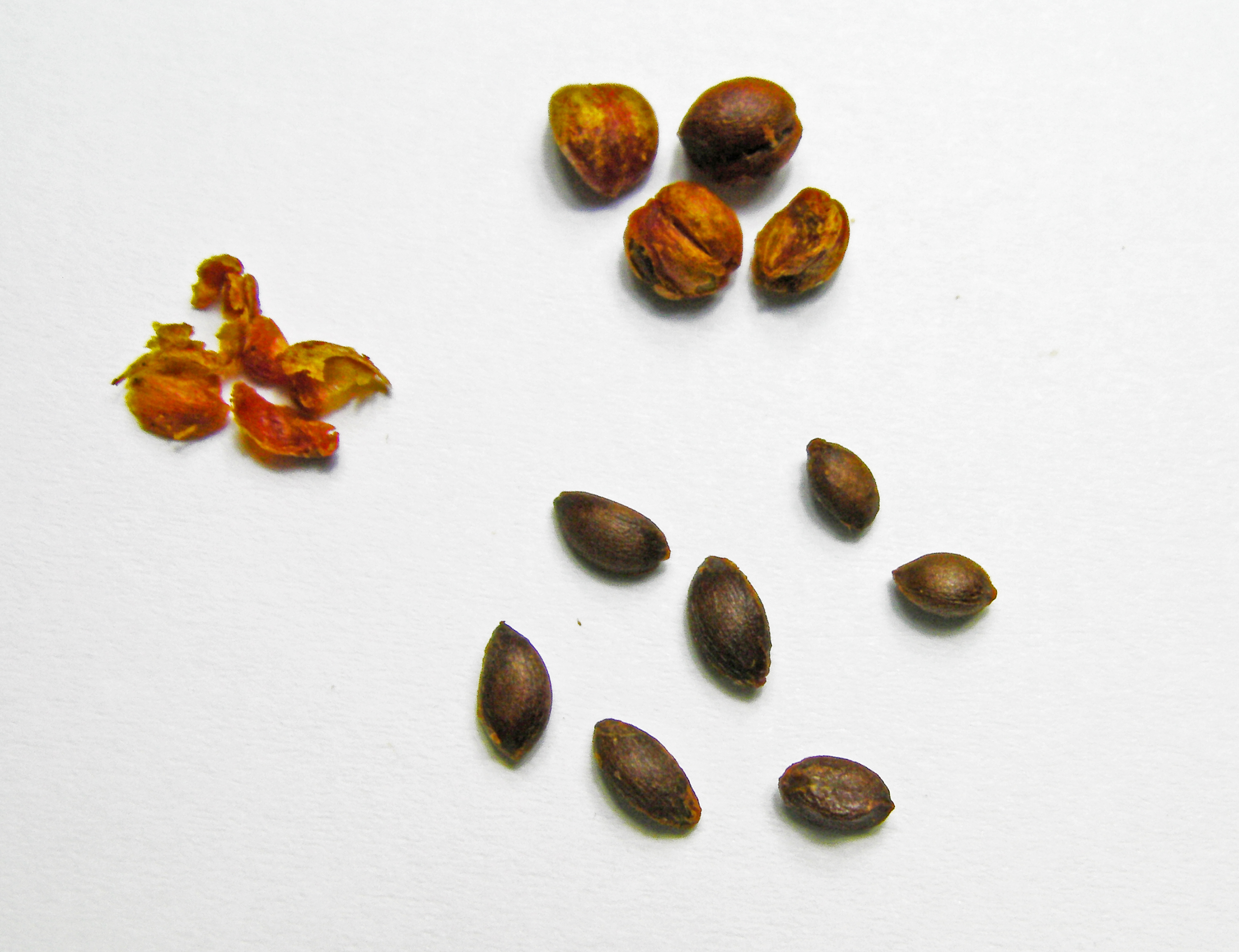
C. paniculatus Samen

### Erscheinungsbild und Blatt
Celastrus paniculatus wächst als laubabwerfender, schlingender, großer Strauch (Liane). Die Sprossachse besitzt einen Durchmesser von bis zu 23 cm. Die hellbraune, raue und rissige, korkige Borke blättert in kleinen Schuppen ab. Die Rinde der Zweige ist fein behaart oder kahl und besitzt erhabene elliptische Lentizellen. Die in den Blattachseln sitzenden Knospen sind mit einer Länge von 1 bis 2 mm relativ klein und dreieckig.
Die wechselständig angeordneten Laubblätter sind in Blattstiel und Blattspreite gegliedert. Der Blattstiel ist 6 bis 16 mm lang. Die einfache, kahle Blattspreite ist bei einer Länge von 5 bis 10 cm und einer Breite von 2,5 bis 5 cm elliptisch, eiförmig oder verkehrt-eiförmig bis rundlich mit keilförmiger, stumpfer oder gerundeter Spreitenbasis und spitzem, zugespitzten bis bespitztem oberen Ende. Der Blattrand ist meist gesägt. Es sind fünf bis sieben Paare Seitennerven vorhanden, die selten auf der Blattunterseite fein behaart sind. Die relativ kleinen, linealischen Nebenblätter fallen früh ab.

### Blütenstand und Blüte
Die Blütezeit reicht in China von April bis Juni. Celastrus paniculatus ist zweihäusig getrenntgeschlechtig (diözisch). Die endständigen, hängenden, relativ großen, verzweigten, thyrsoiden Blütenstände sind selten 2 bis 5 bis 10 cm lang. Die Blütenstandsrhachis und 3 bis 6 mm langen Blütenstiele sind manchmal kurz wollig behaart.
Die eingeschlechtigen, grünlichen Blüten sind 2 bis 3 mm lang sowie 1,2 bis 1,8 mm breit und fünfzählig mit doppelter Blütenhülle. Weibliche und männliche Blüten sind etwa gleich groß und sehen relativ ähnlich aus und sie sind gestielt. Die fünf freien, sich dachziegelartig überdeckenden Der Kelch ist glockenförmig, die Kelchlappen sind bei einer Länge von etwa 1 mm sowie einer Breite von etwa 1,5 mm eiförmig und bewimpert. Die fünf freien Kronblätter sind bei einer Länge von 2,5 bis 3 mm sowie einer Breite von 1 bis 1,5 mm länglich bis eiförmig. Der membröse Diskus ist kuppelförmig und leicht fünflappig. Die auf dem Rand des Diskus inserierten fünf Staubblätter sind etwa 3 mm lang. Die kurzen Staubfäden sind pfriemförmig. Drei Fruchtblätter sind zu einem dreikammerigen, bei einer Länge von 2 bis 2,5 mm kugeligen und oberständigen Fruchtknoten verwachsen. In jeder Fruchtknotenkammer befinden sich ein oder zwei aufrechte Samenanlagen. Der säulenförmige, dicke Griffel endet in einer dreilappigen Narbe.
Bei den weiblichen Blüten sind Staminodien vorhanden, bei den männlichen ein schmaler Pistillode.

### Frucht und Samen
Die Früchte reifen von Juni bis September. Die bei Reife orange-gelbe, glatte Kapselfrucht ist bei einem Durchmesser 1 bis 1,3 cm rundlich. Die lokulizide Kapselfrucht öffnet sich mit drei ledrigen Klappen und enthält drei bis sechs Samen. Der Arillus der Samen ist orange-rot, und fleischig. Darunter sind die eigentlichen bräunlichen und elliptischen Samen sie haben eine Länge von 3,5 bis 5,5 mm und eine Breite von 2 bis 5 mm.

### Chromosomenzahl
Die Chromosomenzahl beträgt 2n = 46.

## Verbreitung
Das weite natürliche Verbreitungsgebiet von Celastrus paniculatus umfasst den indischen Subkontinent (Indien, Pakistan, Nepal, Sikkim, Sri Lanka), Volksrepublik China, Taiwan, Indonesien, Kambodscha, Laos, Malaysia, Myanmar, auf den Andamanen und Nikobaren, in Thailand, Vietnam und in Neukaledonien. In China gedeiht sie an bewaldeten Hängen in Höhenlagen zwischen 200 und 2000 Meter in den Provinzen Guangdong, Guangxi, Guizhou, Hainan sowie Yunnan. In Indien ist sie weitverbreitet und gedeiht hauptsächlich in laubwerfenden Wäldern in Höhenlagen von etwa 1800 bis 2000 Meter. In einigen tropischen Gebieten beispielsweise Australien, Florida ist es ein Neophyt.

## Taxonomie
Die Erstveröffentlichung von Celastrus paniculatus erfolgte 1797 durch Carl Ludwig Willdenow in Caroli a Linné Species plantarum..., 4. Auflage, Band 1, 2. Teil, S. 1125. Synonyme für Celastrus paniculatus Willd. sind: Celastrus dependens Wall., Celastrus euphlebiphyllus (Hayata) Kaneh., Celastrus multiflorus Roxb. non Lam., Celastrus paniculatus subsp. multiflorus Ding Hou, Celastrus paniculatus subsp. serratus (Blanco) Ding Hou, Diosma serrata Blanco, Euonymus euphlebiphyllus Hayata.
Die Bandbreite der Spreitenformen führten dazu, dass Unterarten beschrieben wurden, aber es gibt alle möglichen Übergänge in den Formen, die keine klare Abgrenzung ermöglichen, deshalb werden sie in der Flora of China nicht beachtet.

## Nutzung
Die Blätter und Samen werden als Heildrogen verwendet. Die Samen enthalten mehr als 50 % Öl. Dieses Öl wird in Yunnan als Lampenöl und zur Herstellung von Seifen verwendet. Viele pharmazeutische Studien beschäftigen sich mit den Effekten auf das Zentralnervensystem und die Wirkung als Tranquilizer der alkaloidalen Fraktionen des Öles. Das Öl aus den Samen wird traditionell in der indischen Unani- und Ayurveda-Medizin eingesetzt. Wirkungen soll es geben bei beispielsweise Anämie, Fieber, Rheumatismus, Syphilis.
Pharmakologische Untersuchungen gibt es viele. Es gibt Untersuchungen, die zeigen sollen, dass das Öl aus den Samen bei Abbau von Stress helfen soll.